# Island (Owen Pallett)
Island è il quinto album in studio del musicista canadese Owen Pallett, pubblicato nel 2020.

## Tracce
1. → (i) – 3:05
2. Transformer – 3:54
3. Paragon Of Order – 5:56
4. → (ii) – 0:23
5. The Sound Of The Engines – 3:53
6. Perseverance Of The Saints – 3:54
7. Polar Vortex – 2:57
8. → (iii) – 0:52
9. A Bloody Morning – 5:52
10. Fire-Mare – 4:19
11. Lewis Gets Fucked Into Space – 4:56
12. → (iv) – 3:37
13. In Darkness – 6:27
14. Paragon Of Order (version) – 5:03
15. Fire-Mare (version) – 4:35